# Skardu
Skardu (en balti : སྐར་དོ་་; en ourdou : سکردو) est une ville du Pakistan, capitale du district de Skardu dans le Karakoram. Elle est située sur le Haut-Indus à 190 km au nord-ouest de Leh. Elle a été la capitale d'un État indépendant.

## Source
Cet article comprend des extraits du Dictionnaire Bouillet. Il est possible de supprimer cette indication, si le texte reflète le savoir actuel sur ce thème, si les sources sont citées, s'il satisfait aux exigences linguistiques actuelles et s'il ne contient pas de propos qui vont à l'encontre des règles de neutralité de Wikipédia.